# 在外公館の名称及び位置並びに在外公館に勤務する外務公務員の給与に関する法律
在外公館の名称及び位置並びに在外公館に勤務する外務公務員の給与に関する法律（ざいがいこうかんのめいしょうおよびいちならびにざいがいこうかんにきんむするがいむこうむいんのきゅうよにかんするほうりつ、昭和27年4月21日法律第93号）は、在外公館の日本語の名称および位置について定め、加えて、そこに勤務する外務公務員の俸給および在勤手当に関する日本の法律で、特別職の職員の給与に関する法律および一般職の職員の給与に関する法律に対する特例法である。略称は在外公館名称位置給与法、名称位置法など。
1952年（昭和27年）4月21日に公布された。所管は外務省大臣官房在外公館課および領事局政策課である。

## 構成
- 第1条（在外公館の名称及び位置）
- 第2条（在外職員の給与）
- 第3条（給与の支払）
- 第4条（給与の支給方法）
- 第5条（在勤手当）
- 第6条（在勤手当の種類）
- 第7条（調査報告書）
- 第8条（在勤手当の額の改訂）
- 第9条（在勤手当の額の臨時の改訂又は設定）
- 第9条の2（戦争等による特別事態の際の在勤手当）
- 第10条（在勤基本手当の支給額）
- 第11条（在勤基本手当の支給期間）
- 第12条（住居手当の支給額）
- 第12条の2（住居手当の支給期間等）
- 第13条（配偶者手当の支給額）
- 第14条（配偶者手当の支給期間）
- 第15条（配偶者手当を受ける在外職員の扶養手当）
- 第15条の2（子女教育手当の支給額）
- 第15条の3（子女教育手当の支給期間）
- 第16条（館長代理手当の支給額）
- 第17条（館長代理手当の支給期間）
- 第18条（特殊語学手当）
- 第19条（研修員手当の支給額）
- 第20条（研修員手当の支給期間）
- 第21条（給与の端数計算）
- 第22条（罰則）
- 第23条（国外犯罪）
- 附則
- 別表第一　在外公館の名称及び位置（第一条関係）
- 別表第二　在勤基本手当の基準額（第十条関係）
- 別表第三　研修員手当（第十九条関係）

## 経緯
1952年（昭和27年）に、サンフランシスコ平和条約の発効に先駆けて在外公館に勤務する外務公務員の給与に関する法律という題名で制定された。この法律に記載されている21大使館、18公使館、11総領事館および6領事館が、戦後初となる日本の在外公館である。
1971年（昭和46年）に、これまで在外公館の名称と位置を定めていた外務省設置法の別表を盛り込んだため、現在の題名に改められた。
2017年（平成29年） - 平成29年法律第7号
- ブラジルのレシフェに在レシフェ日本国総領事館を、アフリカ連合の本部があるエチオピアのアディスアベバにアフリカ連合日本政府代表部を、それぞれ新設する（政令で定める日（平成30年1月1日）施行）。
- 在外公館に勤務する外務公務員の在勤基本手当の基準額を改定する（平成29年4月1日施行）。

2018年（平成30年） - 平成30年法律第2号
- フィリピンのダバオに在ダバオ日本国総領事館を、北大西洋条約機構（NATO）の本部があるベルギーのブリュッセルに北大西洋条約機構日本政府代表部を、それぞれ新設する（北大西洋条約機構日本政府代表部については、平成30年7月1日施行。在ダバオ日本国総領事館については政令で定める日(未公布）に施行）。
- 在外公館に勤務する外務公務員の在勤基本手当の基準額を改定する（平成30年4月1日施行）。

## 別表第一（国名）
本法の別表第一（以下「別表1」）「在外公館の名称及び位置」は日本語による各国の名称（外名）について網羅的に明示しており、事実上この別表1が日本国政府による国名の日本語標準表記の根拠とされている。
外務省の実務において国名の基準とされているのは、大臣官房総務課が内規として定める『国名表』であるが、この『国名表』は一般公開されておらず、市販の文献では2007年（平成19年）まで外務省監修協力（1967年 - 1998年度版は編集）で発行されていた、財団法人世界の動き社『世界の国一覧表』に掲載された国名が原則として『国名表』によるものとされていた。
ただし『国名表』では別表1で用いる「法文上の表記」以外に「選択表記」と言う形で公文書に別名を使用することを認めているため『世界の国一覧表』では「法文上の表記」が一般に余り使用されていないような場合は、この「選択表記」の方が採用される場合もあった。
『世界の国一覧表』廃刊後は外務省のウェブサイトに掲載された国名が前述の『国名表』に基づくものとみなされているが、サイトの表記と別表1の記述は『世界の国一覧表』と同様に必ずしも一致していない（「選択表記」の方が使用されている）場合もある。
なお、1989年（平成元年）に「ビルマ」が「ミャンマー」に改称した事例や1997年（平成9年）に「西サモア」が「サモア独立国」に改称した事例など、国連に対して政体の変革等の理由で国名の変更が届け出られた場合に関しては別表1の改正がその都度ごとに行われている。

### 日本語国名表記の変更例
2003年（平成15年）の別表1改正では1991年（平成3年）の内閣告示『外来語の表記』を反映させると共に、改正時点では余り使用されなくなっていた「法文上の表記」をそれまでは「選択表記」として認めていた一般的な表記に近付ける形で抜本的な改正が行われた（国名に含まれる「王国」「共和国」などの政体に関する部分は、同名の国との識別等の事情がある場合を除き省略）。
この際に行われた見直しの大部分は"Ti"をそれまでの「ティ」から慣用として確立されている「チ」に変更する、"V+子音"を「ヴァ〜ヴォ」から「バ〜ボ」に変更する、過剰な中点や長音の除去、促音の整理など表記ゆれの範疇に収まるものだが、中には"Cyprus"を英語読みした「サイプラス」からギリシャ語に基づく「キプロス」に変更したり、フランス語の"Côte d'Ivoire"を意訳した「象牙海岸」を音韻転写の「コートジボワール」に変更するなどの特殊な事例も見られる。
2015年（平成27年）には、それまでロシア語由来（異説あり）の外名で「グルジア」と呼ばれていたジョージア政府からこの外名の使用取りやめを要請されたことを受け、別表1の改正が行われた。
2019年（平成31年）の改正により、名称変更の宣言を受けてスワジランドから「エスワティニ」へ変更。また、セントクリストファー・ネーヴィスとカーボヴェルデをそれぞれ「セントクリストファー・ネイビス」と「カーボベルデ」に変更し、「ヴ」は使用されないこととなった。
| 2003年改正後                     | 改正前                               | 備考 |
| -------------------------------- | ------------------------------------ | --- |
| アルゼンチン                     | アルゼンティン                       | |
| アンティグア・バーブーダ         | アンティグァ・バーブーダ             | "Ti"を慣用の「チ」に統一する見直し方針に従うと「アンチグア・バーブーダ」となるはずだが、法文上は「ティ」が維持されている。 |
| ウルグアイ                       | ウルグァイ                           | |
| 英国                             | 連合王国                             | 正式名称は「グレートブリテンおよび北アイルランド連合王国」。日本の口語で広く使用される「イギリス」は外務省では採用していないが、NHKは採用している。 |
| エチオピア                       | エティオピア                         | |
| エルサルバドル                   | エル・サルヴァドル                   | |
| カーボヴェルデ                   | カーボ・ヴェルデ                     | "Ve"を「ヴェ」から慣用の「ベ」に統一する見直し方針にもかかわらず法文上は「ヴェ」が維持されているが、一般に広く使われる「カーボベルデ」も選択表記として認めている。 |
| カタール                         | カタル                               | |
| カンボジア                       | カンボディア                         | |
| ギニアビサウ                     | ギニア・ビサオ                       | |
| キプロス                         | サイプラス                           | 「サイプラス」は"Cyprus"の英語読み |
| グアテマラ                       | グァテマラ                           | |
| クウェート                       | クウェイト                           | |
| コートジボワール                 | 象牙海岸共和国                       | コートジボワール政府はフランス語の国名を意訳しないよう各国に要請しており、1986年（昭和61年）以降は選択表記として「コートジボワール」の使用を可としていたが、別表1改正により法文上も「象牙海岸」の使用を取りやめた。外国政府から個別に受けた要請に基づく外名変更としては初の事例である。 |
| コスタリカ                       | コスタ・リカ                         | |
| コンゴ共和国                     | コンゴー共和国                       | コンゴ共和国（ブラザヴィル） |
| コンゴ民主共和国                 | コンゴー民主共和国                   | 旧ザイール、コンゴ共和国（レオポルドヴィル） |
| サウジアラビア                   | サウディ・アラビア                   | |
| サンマリノ                       | サン・マリノ                         | |
| シエラレオネ                     | シエラ・レオネ                       | |
| ジブチ                           | ジブティ                             | |
| スリランカ                       | スリ・ランカ                         | |
| スロベニア                       | スロヴェニア                         | |
| セーシェル                       | セイシェル                           | |
| セルビア・モンテネグロ           | ユーゴースラヴィア連邦共和国         | 2006年に解体しモンテネグロとセルビア、コソボに分離 |
| セントクリストファー・ネーヴィス | セント・クリストファー・ネイヴィース | "Vi"を慣用の「ビ」に統一する見直し方針に従うと「セントクリストファー・ネービス」となるはずだが、法文上は「ヴィ」が維持されている。選択表記に「セントクリストファー・ネイビス」や『世界の国一覧表』で使用されていた英語風の「セントキッツ・ネービス」（St. Kitts & Nevis）などがある。   |
| セントビンセント・グレナディーン | セント・ヴィンセント・グレナディーン | |
| セントルシア                     | セント・ルシア                       | |
| チェコ                           | チェッコ                             | |
| チャド                           | チャッド                             | |
| チュニジア                       | テュニジア                           | |
| ツバル                           | トゥヴァル                           | |
| トーゴ                           | トーゴー                             | |
| トリニダード・トバゴ             | トリニダッド・トバゴ                 | |
| ニカラグア                       | ニカラグァ                           | |
| ニュージーランド                 | ニュー・ジーランド                   | |
| ノルウェー                       | ノールウェー                         | |
| バーレーン                       | バハレーン                           | |
| ハイチ                           | ハイティ                             | |
| バチカン                         | ヴァチカン                           | 1981年（昭和56年）にローマ教皇庁から日本国政府が使用している「法王庁」の訳語を「教皇庁」に改めるよう要請された際は、日本が拒否している。 |
| パプアニューギニア               | パプア・ニューギニア                 | |
| パラグアイ                       | パラグァイ                           | |
| 東チモール                       | 東ティモール                         | 変更前の「東ティモール」の方が一般的に使用されており、選択表記としては残されている。 |
| ベトナム                         | ヴィエトナム                         | |
| ベネズエラ                       | ヴェネズエラ                         | |
| ボスニア・ヘルツェゴビナ         | ボスニア・ヘルツェゴヴィナ           | |
| ボリビア                         | ボリヴィア                           | |
| ホンジュラス                     | ホンデュラス                         | |
| マケドニア旧ユーゴスラビア共和国 | マケドニア旧ユーゴースラヴィア共和国 | ギリシャが「マケドニア共和国」の国名使用に反発していることを理由に日本政府やEU、国連では「旧ユーゴスラビア」（The Former Yugoslav）を付加した国名で承認している。 |
| マレーシア                       | マレイシア                           | |
| モーリシャス                     | モーリシァス                         | |
| モルディブ                       | モルディヴ                           | |
| モルドバ                         | モルドヴァ                           | |
| ヨルダン                         | ジョルダン                           | |
| ラトビア                         | ラトヴィア                           | |
| ルクセンブルク                   | ルクセンブルグ                       | |
| 2015年改正後                     | 改正前                               | 備考 |
| ジョージア                       | グルジア                             | 外国政府から個別に受けた要請に基づく外名変更としてはコートジボワールに続き2例目。詳細はジョージアの国名を参照。 |
| 2019年改正後                     | 改正前                               | 備考 |
| エスワティニ                     | スワジランド                         | 国名の変更に伴う変更 |
| カーボベルデ                     | カーボヴェルデ                       | |
| セントクリストファー・ネイビス   | セントクリストファー・ネーヴィス     | |
| 2020年改正後                     | 改正前                               | 備考 |
| 北マケドニア                     | マケドニア旧ユーゴスラビア共和国     | 国名の変更に伴う変更 |